# San Isidro (Nicaragua)
San Isidro è un comune del Nicaragua facente parte del dipartimento di Matagalpa.